# Eucera fulvitarsis
Eucera fulvitarsis är en biart som först beskrevs av Ezra Townsend Cresson 1878. Den ingår i släktet långhornsbin och familjen långtungebin.

## Underarter
Arten delas in i följande underarter:
- E. f. fulvitarsis
- E. f. annae

## Beskrivning
Eucera fulvitarsis har en svart grundfärg med rödbruna fötter och likaledes rödbruna leder på benen. Vingarna är brunaktigt halvgenomskinliga med mörkt rödbruna ribbor. Honan av nominatunderarten E. f. fulvitarsis har svart behåring på huvudet medan mellankroppen och tergit 1 är klädda med ljust gulbrun till vit päls. Tergit 2 samt mera sällan 3 och 4 kan ha vita tvärband. Honan av underarten E. f. annae har vit päls på huvud, mellankropp och tergit 1, samt alltid breda, vita band på tergit 2 till 4. Hanen har labrum och clypeus gula, ljusare vingar än honan, ljus päls på huvud, mellankropp och tergit 1, samt resten av bakkroppen svart. Honan blir 13 till 14 mm lång, med en längd på vardera bakvingen (den längsta vingen) på omkring 9 mm, medan motsvarande mått för hanen är 11 till 12 mm för kroppslängden respektive 9 till 10 mm för vinglängden.

## Utbredning
Arten förekommer i västra Nordamerika från sydvästra Kanada (södra British Columbia och södra Alberta) över västra USA (östlig utbredning till Missouri) till Texas i söder.

## Ekologi
Eucera fulvitarsis är ett polylektiskt bi, det flyger till blommande växter från många olika familjer, som korgblommiga växter, strävbladiga växter, korsblommiga växter, kaktusväxter, ärtväxter, näveväxter, liljeväxter, blågullsväxter, rosväxter och flenörtsväxter.
Som alla långhornsbin är arten solitär (icke samhällsbildande). Honan gräver ensam ut larvboet i marken.